# Rudyard Kipling

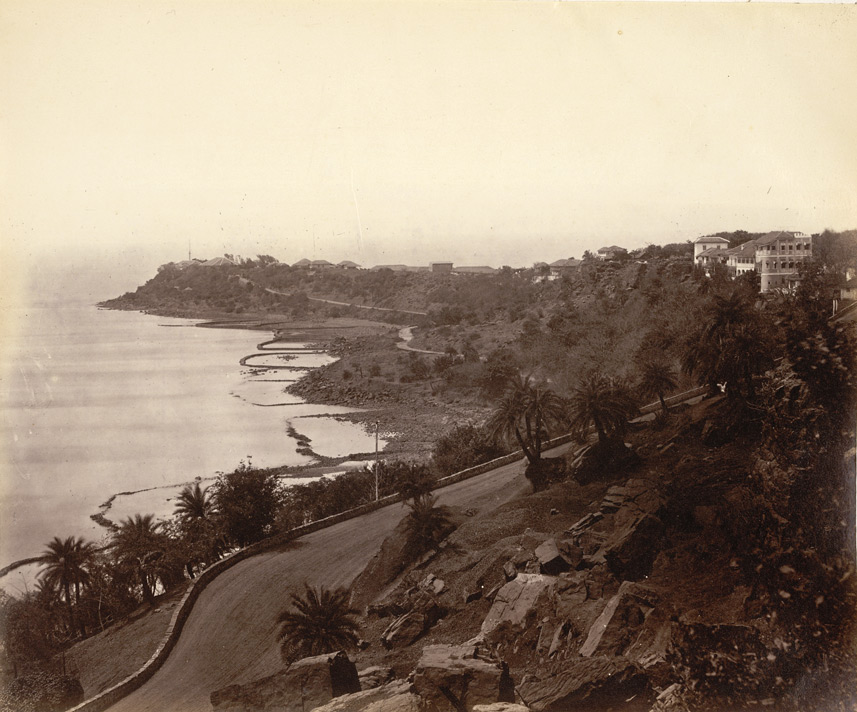
Malabar Point, Bombaim, c. 1860. Coleção de Escritórios Orientais e da Índia. British Library.

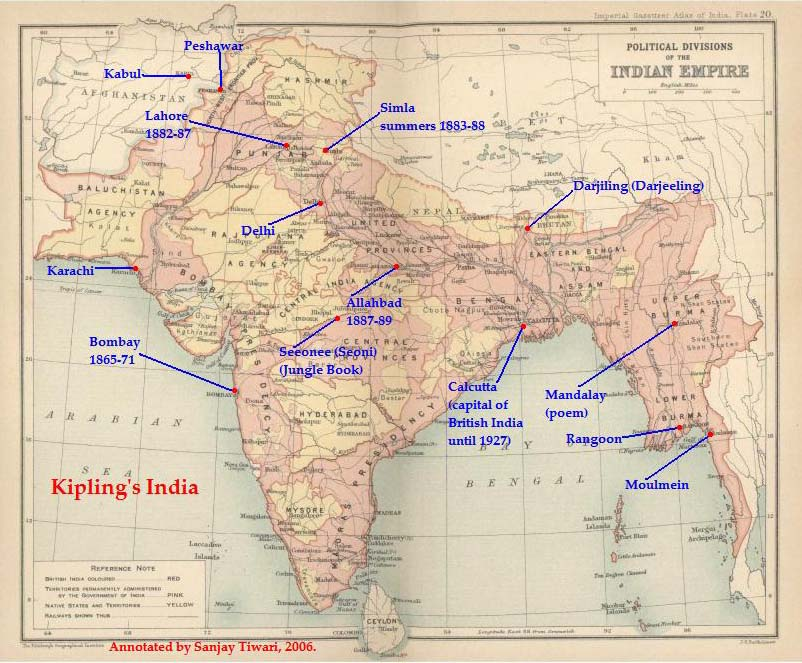
A Índia de Kipling: mapa da Índia, na época do domínio britânico, com os locais e períodos de estada de Kipling.

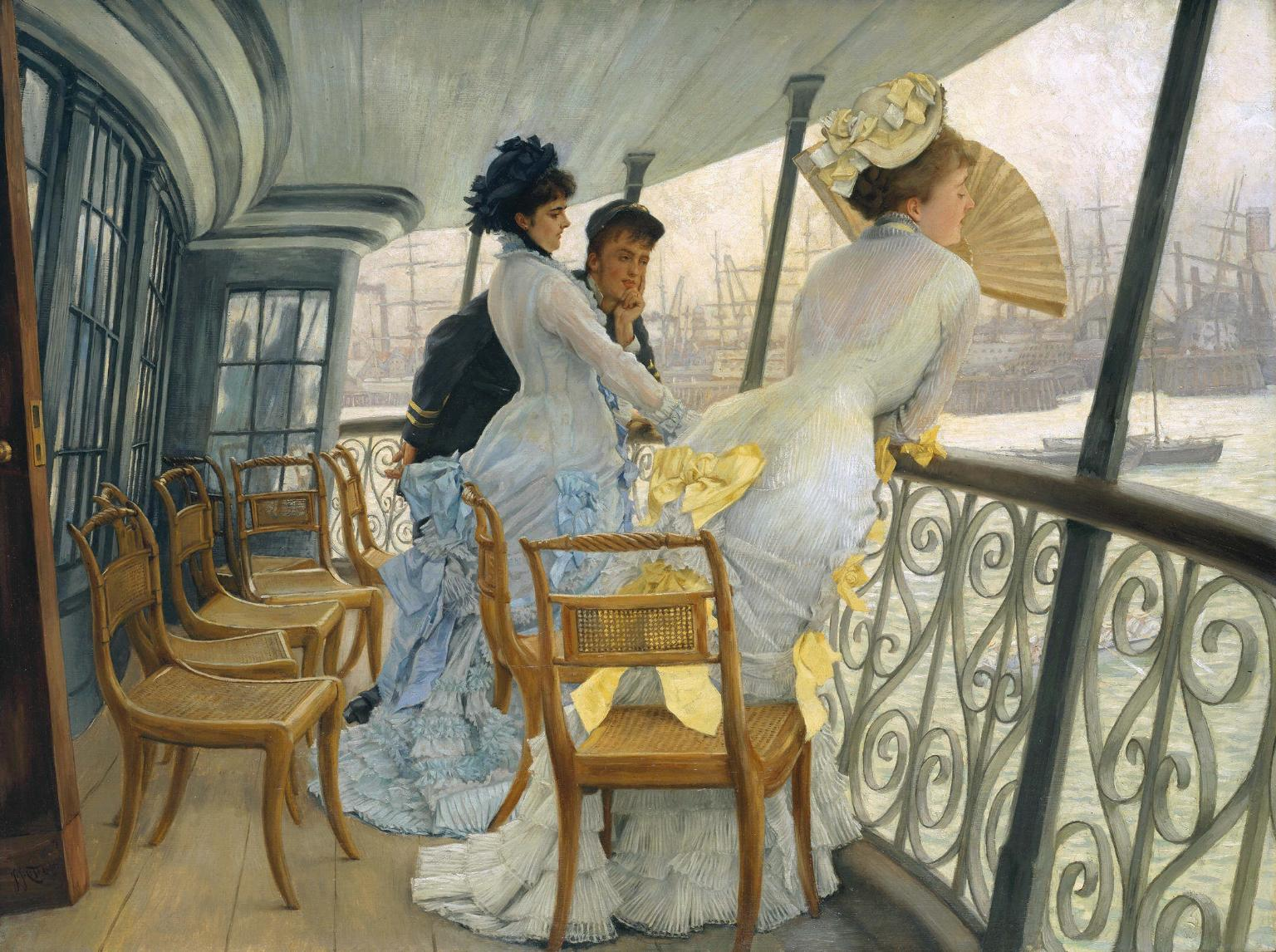
James Jacques Tissot. A Galeria do HMS Calcutá (Portsmouth), 1876. Kipling, que havia navegado com sua família de Bombaim a Portsmouth em um paddlewheeler P&O quatro anos antes, entretanto, só se lembrava de "um tempo em um navio com um imenso semicírculo bloqueando toda a visão em cada lado dela."

Joseph Rudyard Kipling (Bombaim, 30 de dezembro de 1865 — Londres, 18 de janeiro de 1936) foi um autor e poeta britânico, conhecido por seus livros "The Jungle Book" (1894), "The Second Jungle Book" (1895), "Just So Stories" (1902), e "Puck of Pook's Hill" (1906); sua novela, "Kim" (1901); seus poemas, incluindo "Mandalay" (1890), "Gunga Din" (1890), "If"(1910) e "Ulster 1912" (1912); e seus muitos contos curtos, incluindo "The Man Who Would Be King" (1888) e as compilações "Life's Handicap" (1891), "The Day's Work" (1898), e "Plain Tales from the Hills" (1888).
É considerado o maior "inovador na arte do conto curto"; os seus livros para crianças são clássicos da literatura infantil; e o seu melhor trabalho dá mostras de um talento narrativo versátil e brilhante.
Foi um dos escritores mais populares da Inglaterra, em prosa e poema, no final do século XIX e início do XX. O autor Henry James referiu: "Kipling me impressiona pessoalmente como o mais completo homem de gênio (o que difere de inteligência refinada) que eu jamais conheci". Foi laureado com o Nobel de Literatura de 1907, tornando-se o primeiro autor de língua inglesa a receber esse prêmio e, até hoje, o mais jovem a recebê-lo. Entre outras distinções, foi sondado em diversas ocasiões para receber a Láurea de Poeta Britânico e um título de  Cavaleiro, as quais rejeitou. Ainda assim, Kipling tornou-se conhecido (nas palavras de  George Orwell) como um "profeta do imperialismo britânico". Muitos viam preconceito e militarismo em suas obras, e a controvérsia sobre esses temas em sua obra perdurou por muito tempo ainda no século XX. De acordo com o crítico Douglas Kerr: "Ele ainda é um autor que pode inspirar discordâncias apaixonadas e seu lugar na história da literatura e da cultura ainda está longe de ser definido. Mas à medida que a era dos impérios europeus retrocede, ele é reconhecido como um intérprete incomparável, ainda que controverso, de como o império era vivido. Isso, e um reconhecimento crescente de seus extraordinários talentos narrativos, faz dele uma força a ser respeitada". Seu poema "If" (Se) é símbolo dos Cadetes da Academia da Força Aérea.
Uma de suas obras o "Livro da Selva" foi adotado por Robert Baden-Powell, fundador do Escotismo como fundo de cena para as atividades com jovens de 7 a 11 anos, denominando os jovens dessa faixa etária como lobinhos.

## Biografia
Kipling nasceu em Bombaim, na chamada Índia britânica, filho de Alice Kipling (nascida MacDonald) e John Lockwood Kipling. A mãe, uma das quatro memoráveis irmãs da Era Vitoriana, foi uma mulher vivaz, sobre a qual o futuro Vice-rei da Índia diria: "O tédio e a Sra. Kipling não podem existir no mesmo espaço". Lockwood Kipling, um escultor e designer de cerâmica, foi o diretor e professor de escultura arquitetônica na recém-fundada Sir Jamsetjee Escola de Arte e Indústria em Bombaim. Os dois, que se mudaram para a Índia no início daquele ano, haviam se conhecido dois anos antes em Rudyard Lake na área rural de Staffordshire, na Inglaterra, e encantaram-se tanto com a beleza do lugar que deram o nome dele ao primeiro filho. A tia de Kipling, Georgiana, era casada com o pintor Edward Burne-Jones e a sua tia Agnes, com o pintor Edward Poynter. O seu parente mais famoso foi o primo em primeiro grau Stanley Baldwin, que foi três vezes primeiro-ministro pelo Partido Conservador nas décadas de 1920 e 1930. O local de nascimento de Kipling ainda pode ser visitado, no campus do Sir J.J. Instituto de Arte Aplicada em Bombaim e serviu por muitos anos como residência do reitor. O historiador de Bombaim, Foy Nissen, esclarece que, embora a cabana ostente uma placa afirmando que aquele é o lugar onde nasceu Kipling, o fato é que a cabana original foi demolida décadas atrás e uma nova foi construída em seu lugar. O bangalô de madeira ficou vazio e trancado por muito tempo.
De acordo com Bernice M. Murphy, "seus pais se consideravam anglo-indianos (termo usado no século XIX por cidadãos britânicos residentes na Índia) como também ele próprio o faria, embora ele tenha vivido a maior parte de sua vida no exterior. Questões complexas de identidade e lealdade nacional foram aspectos proeminentes de sua ficção. O próprio Kipling escreveria sobre esses conflitos aos setenta anos".
Os dias de Kipling de "intensa luz e escuridão" em Bombaim terminariam quando ele tinha cinco anos. Como era o costume na Índia britânica, ele e a sua irmã de três anos, Alice ("Trix"), seriam mandados para a Inglaterra – no caso deles para Southsea (Portsmouth), onde deles cuidaria um casal que recebia filhos de compatriotas britânicos vivendo na Índia. As duas crianças viveriam com o casal, Capitão Holloway e esposa, na casa deles, Lorne Lodge, pelos próximos seis anos. Em sua autobiografia, escrita 65 anos depois, Kipling lembraria aquele tempo com horror, e se perguntaria ironicamente se a combinação de crueldade e negligência que ele experimentou nas mãos da Sra. Holloway não poderiam ter apressado o começo de sua vida literária:
"Se você interroga uma criança de sete ou oito anos sobre suas atividades diárias (especialmente quando ela quer dormir), ela se contradiz com satisfação. Se cada contradição for tomada como uma mentira no desjejum, a vida não é fácil. Eu experimentei um bocado de intimidação, mas isso era tortura calculada – tanto religiosa quanto científica. Ainda assim, isso me fez dar atenção às mentiras que eu, cedo, achei necessário contar: e isso, eu presumo, é a base do meu esforço literário."
Kipling morreu em Londres e foi sepultado na Abadia de Westminster.

## Primeira Guerra Mundial(1914-1918)
No começo da Primeira Guerra Mundial , como muitos outros escritores, Kipling escrevia panfletos e poemas para motivar e assim dando suporte a Inglaterra mirando em restaurar a Bélgica depois do reino ser ocupado pela Alemanha juntos com as mais generalizadas declarações da Grã-Bretanha, acabou se estendendo para uma boa causa.

## Livros
Esta é uma bibliografia das obras de Rudyard Kipling, incluindo livros, contos, poemas e coleções de suas obras. Listadas por ano de publicação.
- The City of Dreadful Night (1885),[17] – mais tarde publicado como The City of the Dreadful Night - Little Blue Book No. 357
- Departmental Ditties (1886)
- Plain Tales from the Hills (1888)
  - "Lispeth"
  - "Three and - an Extra"
  - "Thrown Away"
  - "Miss Youghal's Sais"
  - "'Yoked with an Unbeliever'"
  - "False Dawn"
  - "The Rescue of Pluffles"
  - "Cupid's Arrows"
  - "The Three Musketeers"
  - "His Chance in Life"
  - "Watches of the Night"
  - "The Other Man"
  - "Consequences"
  - "The Conversion of Aurelian McGoggin"
  - "The Taking of Lungtungpen"
  - "A Germ-Destroyer"
  - "Kidnapped"
  - "The Arrest of Lieutenant Golightly"
  - "In the House of Suddhoo"
  - "His Wedded Wife"
  - "The Broken-link Handicap"
  - "Beyond the Pale"
  - "In Error"
  - "A Bank Fraud"
  - "Tod's Amendment"
  - "The Daughter of the Regiment"
  - "In the Pride of his Youth"
  - "Pig"
  - "The Rout of the White Hussars"
  - "The Bronckhorst Divorce-case"
  - "Venus Annodomini"
  - "The Bisara of Pooree"
  - "A Friend's Friend"
  - "The Gate of the Hundred Sorrows"
  - "The Madness of Private Ortheris"
  - "The Story of Muhammad Din"
  - "On the Strength of a Likeness"
  - "Wressley of the Foreign Office"
  - "By Word of Mouth"
  - "To be Filed for Reference"
- Soldiers Three (1888)
- The Story of the Gadsbys (1888)
- In Black and White (1888)
- Under the Deodars (1888)
- The Phantom 'Rickshaw and other Eerie Tales (1888) – incluindo "The Man Who Would Be King"
- Wee Willie Winkie and Other Child Stories (1888) – incluindo "Baa Baa, Black Sheep"
- Life's Handicap (1891)
- American Notes (1891), non-fiction
- Letters of Marque (1891)
- The City of Dreadful Night and Other Places (1891) – A.H. Wheeler & Co (Indian Railway Library #14)
- Mine Own People (1891)
  - "Bimi"
  - "Namgay Doola"
  - "The Recrudescence of Imray"
  - "Moti Guj-Mutineer"
  - "The Mutiny of the Mavericks"
  - "At the End of the Passage"
  - "The Man Who Was"
  - "A Conference of Powers
  - "Without Benefit of the Clergy"[19]
  - "The Mark of the Beast"
  - "The Head of the District"
- Barrack-Room Ballads (1892), poetry
- Many Inventions (1893)
- The Jungle Book (1894) – incluindo histórias de Mowgli, aqui marcadas "(M)"
  - "Mowgli's Brothers" (M)
  - "Hunting-Song of the Seeonee Pack"
  - "Kaa's Hunting" (M)
  - "Road-Song of the Bandar-Log"
  - "Tiger! Tiger!" (M)
  - "Mowgli's Song That He Sang at the Council Rock When He Danced on Shere Khan's Hide"
  - "The White Seal"
  - "Lukannon"
  - "Rikki-Tikki-Tavi"
  - "Darzee's Chaunt (Sung in Honour of Rikki-Tikki-Tavi)"
  - "Toomai of the Elephants"
  - "Shiv and the Grasshopper (The Song That Toomai's Mother Sang to the Baby)"
  - "Her Majesty's Servants" – originally titled "Servants of the Queen"
  - "Parade-Song of the Camp Animals"
- The Second Jungle Book (1895) – incluindo histórias de Mowgli, aqui marcadas "(M)"
  - "How Fear Came" (M)
  - "The Law of the Jungle"
  - "The Miracle of Purun Bhagat"
  - "A Song of Kabir"
  - "Letting in the Jungle" (M)
  - "Mowgli's Song Against People"
  - "The Undertakers"
  - "A Ripple Song"
  - "The King's Ankus" (M)
  - "The Song of the Little Hunter"
  - "Quiquern"
  - "'Angutivaun Taina'"
  - "Red Dog" (M)
  - "Chil's Song"
  - "The Spring Running" (M)
  - "The Outsong"
- The Naulahka: A Story of West and East (1892)
- The Seven Seas (1896)
- The Day's Work (1898)
- A Fleet in Being (1898)
- The Brushwood Boy (1899), illus. Orson Lowell
- Stalky & Co. (1899)
- From Sea to Sea and Other Sketches, Letters of Travel (1899)
- Just So Stories for Little Children (1902)
  - "How the Whale Got His Throat" –  Publicado pela primeira vez na St Nicholas Magazine, dezembro de 1897, como "How the Whale Got His Tiny Throat"[20]
  - "How the Camel Got His Hump"
  - "How the Rhinoceros Got His Skin"
  - "How the Leopard Got His Spots"
  - "The Elephant's Child"
  - "The Sing-Song of Old Man Kangaroo"
  - "The Beginning of the Armadillos"
  - "How the First Letter Was Written"
  - "How the Alphabet Was Made"
  - "The Crab That Played With the Sea"
  - "The Cat That Walked by Himself"
  - "The Butterfly That Stamped"
  - "The Tabu Tale" (publicado nos EUA em 1903)
- The Five Nations (1903), poetry
- Traffics and Discoveries (1904), 12 histórias
- With the Night Mail: A Story of 2000 A.D. online (1905)
- They (1905), story from Traffics and Discoveries
- Puck of Pook's Hill (1906)
- The Brushwood Boy (1907), história de 1895, ilustração. F. H. Townsend; Reino Unido e EUA
- Actions and Reactions (1909)

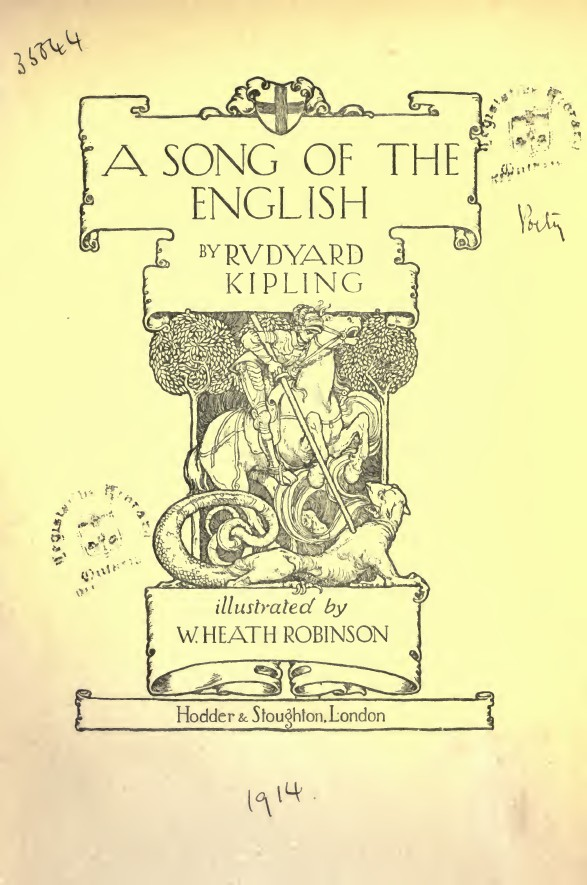
A Song of the English ilustrado por W. Heath Robinson, 1914

- A Song of the English (1909), com W. Heath Robinson (ilustração)
- Rewards and Fairies (1910)
- A History of England (1911), não-ficção, com Charles Robert Leslie Fletcher
- Songs from Books (1912)
- As Easy as A.B.C. (1912)
- The Fringes of the Fleet (1915)
- Sea Warfare (1916)
- A Diversity of Creatures (1917)
- The Years Between (1919)
- Land and Sea Tales for Scouts and Guides (1923)
- The Irish Guards in the Great War (1923)
- Debits and Credits (1926)
- A Book of Words (1928)
- Thy Servant a Dog (1930)
- Limits and Renewals (1932)
- Tales of India (The Windermere Series, Rand McNally, 1935), illus. Paul Strayer
- Something of Myself (1937), autobiografia
- The Muse Among the Motors (1904, 1919, 1929)

## Novelas
Esta é uma bibliografia das obras de Rudyard Kipling, incluindo livros, contos, poemas e coleções de suas obras.
- The Light that Failed (1891)
- The Naulahka: A Story of West and East (1892) (com Wolcott Balestier)
- Captains Courageous (1896)
- Kim (1901)

## Coleções
Esta é uma bibliografia das obras de Rudyard Kipling, incluindo livros, contos, poemas e coleções de suas obras.
Algumas das obras de Kipling foram coletadas por ele; alguns outros foram recolhidos por editores de edições "não autorizadas" (Abaft the Funnel, From Sea to Sea, por exemplo). Ainda outras de suas obras nunca foram coletadas. As listas abaixo incluem todas as coleções que Kipling reconheceu como seu próprio trabalho. No entanto, é possível encontrar outras obras que apareceram em edições americanas, mas não em inglês, obras que apareceram apenas em uma publicação periódica original e algumas outras que apareceram apenas nas edições de Sussex e Burwash .

### Autobiografias e discursos
- Independence. Rectorial Address Delivered at St. Andrews, October 10, 1923
- A Book of Words (1928)
- Something of Myself (1937)
- Rudyard Kipling's Uncollected Speeches: A Second Book of Words (2008), ed. Thomas Pinney, ELT Press

### Coletâneas de contos
- Quartette (1885)
- Plain Tales from the Hills (1888)
- Soldiers Three, The Story of the Gadsbys, In Black and White (1888)
- The Phantom 'Rickshaw and other Eerie Tales (1888)
- Under the Deodars (1888)
- Wee Willie Winkie and Other Child Stories (1888)
- Mine Own People (1891)
- Life's Handicap (1891)
- Many Inventions (1893)
- The Jungle Book (1894)
- The Second Jungle Book (1895)
- The Day's Work (1898)
- Stalky & Co. (1899)
- Just So Stories (1902)
- Traffics and Discoveries (1904)
- Puck of Pook's Hill (1906)
- Actions and Reactions (1909)
- Abaft the Funnel (1909)
- Rewards and Fairies (1910)
- The Eyes of Asia (1917)
- A Diversity of Creatures (1917)
- Land and Sea Tales for Scouts and Guides (1923)
- Debits and Credits (1926)
- Thy Servant a Dog (1930)
- Limits and Renewals (1932)

### Coleções militares
- A Fleet in Being (1898)
- France at War (1915)
- The New Army in Training (1915)
- Sea Warfare (1916)
- The War in the Mountains (1917)
- The Graves of the Fallen (1919)
- The Irish Guards in the Great War (1923)

### Coleções de poesias
- Schoolboy Lyrics (1881)
- Echoes (1884) – with his sister, Alice (‘Trix’)
- Departmental Ditties (1886)
- Barrack-Room Ballads (1890)
- The Seven Seas (1896)
- An Almanac of Twelve Sports (1898, com ilustrações de William Nicholson)
- The Five Nations (1903)
- Collected Verse (1907)
- Songs from Books (1912)
- The Years Between (1919)
- Rudyard Kipling's Verse: Definitive Edition (1940)

### Coleções de viagens
- From Sea to Sea – Letters of Travel: 1887–1889 (1899)
- Letters of Travel: 1892–1913 (1920)
- Souvenirs of France (1933)
- Brazilian Sketches: 1927 (1940)

### Conjuntos coletados mais completos
- The Outward Bound Edition (Nova York), 1897–1937 – 36 volumes
- The Edition de Luxe (Londres), 1897–1937 – 38 volumes
- The Bombay Edition (Londres), 1913–38 – 31 volumes
- The Sussex Edition (Londres), 1937–39 – 35 volumes
- The Burwash Edition (NovaYork), 1941 – 28 volumes

As duas últimas dessas edições incluem volume(s) de "prosa não coletada".

## Poemas
Esta é uma bibliografia das obras de Rudyard Kipling, incluindo livros, contos, poemas e coleções de suas obras.

### Suas próprias coleções
Coleções emitidas durante sua vida pelo próprio poeta incluem:
- Departmental Ditties and Other Verses, 1886.
- Barrack Room Ballads, 1889, republicado com acréscimos em várias épocas.
- The Seven Seas and Further Barrack-Room Ballads, em várias edições de 1891–96.
- The Five Nations, com alguns poemas novos e alguns reimpressos (muitas vezes revisados), 1903.
- Vinte e dois 'Poemas Históricos' originais contribuíram para A History of England de CRL Fletcher (uma edição mais barata foi vendida como A School History of England), 1911.
- Songs from Books, 1912.
- The Years Between, 1919.

### Coleções póstumas
Coleções póstumas de poemas de Kipling incluem:
- Rudyard Kipling’s Verse: Definitive Edition.
- A Choice of Kipling's Verse, ed. T. S. Eliot (Faber and Faber, 1941).
- Early verse by Rudyard Kipling, 1879–1889 : unpublished, uncollected, and rarely collected poems, Oxford : Clarendon Press, 1986.
- The Surprising Mr Kipling, edited by Brian Harris, 2014

### Poemas individuais
Alguns dos muitos poemas de Kipling são:
- "The Absent-Minded Beggar"
- "The Advertisement"
- "An American"
- "The American Rebellion"
- "Anchor Song"
- "Angutivaun Taina"
- "The Answer"
- "The Anvil"
- "Arithmetic on the Frontier"
- "Army Headquarters"
- "Arterial"
- "As the Bell Clinks"
- "An Astrologer's Song"
- "At His Execution"
- "Azrael's Count"
- "Back to the Army Again"
- "The Ballad of Boh Da Thone"
- "The Ballad of Bolivar"
- "A Ballad of Burial"
- "The Ballad of the Cars"
- "The Ballad of the "Clampherdown""
- "The Ballad of East and West"
- "Ballad of Fisher's Boarding-House"
- "A Ballad of Jakko Hill"
- "The Ballad of the King's Jest"
- "The Ballad of the King's Mercy"
- "The Ballad of Minepit Shaw"
- "The Ballad of the Red Earl"
- "Banquet Night"
- "Beast and Man in India"
- "The Bee-Boy's Song"
- "The Bees and Flies"
- "Before a Midnight Breaks in Storm"
- "The Beginner"
- "The Beginnings"
- "The Bells and Queen Victoria"
- "The Bell Buoy"
- "The Benefactors"
- "Belts"
- "The Betrothed"
- "Big Steamers"
- "Bill 'awkins"
- "Birds of Prey March"
- "The Birthright"
- "Blue Roses"
- "Bobs"
- "Boots"
- "The Bother"
- "The Boy Scouts' Patrol Song"
- "The Braggart"
- "Bridge-Guard in the Karroo"
- "A British-Roman Song"
- "The Broken Men"
- "Brookland Road"
- "Brown Bess"
- "Buddha at Kamakura"
- "The Burden"
- "The Burial"
- "Butterflies"
- "By the Hoof of the Wild Goat"
- "Cain and Abel"
- "The Captive"
- "Carmen Circulare"
- "A Carol"
- "Cells"
- "The Centaurs"
- "Certain Maxims of Hafiz"
- "The Changelings"
- "Chant-Pagan"
- "Chapter Headings"
- "A Charm"
- "Chartres Windows"
- "The Children's Song"
- "A Child's Garden"
- "Cholera Camp"
- "Christmas in India"
- "Cities and Thrones and Powers"
- "The City of Brass"[22]
- "The City of Sleep"
- "Cleared"
- "The Coastwise Lights"
- "A Code of Morals"
- "The Coiner"
- "Cold Iron"
- "Columns"
- "The Comforters"
- "The Consolations of Memory"
- "Contradictions"
- "The Conundrum of the Workshops"
- "A Counting-Out Song"
- "Covenant"
- "The Craftsman"
- "Cruisers"
- "Cuckoo Song"
- "The Cure"
- "Dane-geld"
- "Danny Deever"
- "Darzee's Chaunt"
- "The Dawn Wind"
- "The Day's Work"
- "The Dead King"
- "A Death-Bed"
- "The Declaration of London"
- "Dedication"
- "A Dedication"
- "The Deep-Sea Cables"
- "Delilah"
- "A Departure"
- "The Derelict"
- "The Destroyers"
- "Dinah in Heaven"
- "The Disciple"
- "Divided Destinies"
- "Doctors"
- "The Dove of Dacca"
- "The Dutch in the Medway"
- "The Dying Chauffeur"
- "Eddi's Service"
- "Edgehill Fight"
- "The Egg-Shell"
- "En-Dor"
- "England's Answer"
- "The English Flag"
- "The 'eathen"
- "Evarra and His Gods"
- "The Expert"
- "The Explanation"
- "The Explorer"
- "The Fabulists"
- "The Fairies' Siege"
- "The Fall of Jock Gillespie"
- "Farewell and adieu..."
- "Fastness"
- "The Feet of the Young Men"
- "The Female of the Species"
- "The Fires"
- "The First Chantey"
- "The Flight"
- "The Floods"
- "The Flowers"
- "Follow Me 'ome"
- "For All We Have And Are"
- "Ford O'Kabul River"
- "For to Admire"
- "The Four Angels"
- "Four-Feet"
- "The Four Points"
- "Frankie's Trade"
- "The French Wars"
- "Fuzzy-Wuzzy"
- "The Galley-Slave"
- "Gallio's Song"
- "Gehazi"
- "General Joubert"
- "A General Summary"
- "Gentlemen-Rankers"
- "Gertrude's Prayer"
- "Gethsemane"
- "Giffen's Debt"
- "The Gift of Sea"
- "The Gipsy Trail"
- "Gipsy Vans"
- "The Glory of the Garden"
- "The Gods of the Copybook Headings"
- "The Grave of the Hundred Head"
- "Great-Heart"
- "The Greek National Anthem"
- "Gunga Din"
- "Half-Ballad of Waterval"
- "Harp Song of the Dane Women"
- "Helen All Alone"
- "Heriot's Ford"
- "The Heritage"
- "The Holy War"
- "The Hour of the Angel"
- "The Houses"
- "Hunting-Song of the Seeonee Pack"
- "Hyaenas"
- "Hymn Before Action"
- "Hymn to Physical Pain"
- "The Idiot Boy"
- "If—"
- "I Keep Six Honest..."
- "An Imperial Rescript"
- "In the Matter of One Compass"
- "In the Neolithic Age"
- "In Springtime"
- "The Instructor"
- "The Inventor"
- "The Irish Guards"
- "The Jacket"
- "James I"
- "Jane's Marriage"
- "The Jester"
- "Jubal and Tubal Cain"
- "The Juggler's Song"
- "The Jungle Books"
- "The Junk and the Dhow"
- "Justice"
- "The Justice's Tale"
- "Just So Stories"
- "Kim"
- "The King"
- "The Kingdom"
- "The King's Job"
- "The King's Task"
- "Kitchener's School"
- "The Ladies"
- "Lady Geraldine's Hardship"
- "The Lament of the Border Cattle Thief"
- "The Land"
- "The Landau"
- "The Last Chantey"
- "The Last Department"
- "The Last Lap"
- "The Last Ode"
- "The Last of the Light Brigade"
- "The Last Rhyme of True Thomas"
- "The Last Suttee"
- "Late Came the God"
- "The Law of the Jungle (From The Jungle Book)"
- "The Legend of Evil"
- "The Legend of the Foreign Office"
- "The Legend of Mirth"
- "A Legend of Truth"
- "L'envoi"
- "L'envoi to "Life's Handicap"
- "The Lesson"
- "Lichtenberg"
- "The Light That Failed"
- "The Liner She's a Lady"
- "The Long Trail"
- "Loot"
- "Lord Roberts"
- "The Lost Legion"
- "The Lovers' Litany"
- "The Love Song of Har Dyal"
- "The Lowestoft Boat"
- "Lukannon"
- "Macdonough's Song"
- "The Man Who Could Write"
- "Mandalay (poem)|Mandalay"
- "Many Inventions"
- "The Mare's Nest"
- "The Married Man"
- "The Mary Gloster|The Mary Gloster"
- "Mary, Pity Women!"
- "Mary's Son"
- "The Masque of Plenty"
- "The Master-Cook"
- "M'Andrew's Hymn" (AKA "McAndrew's Hymn")
- "The Men That Fought at Minden"
- "The Merchantmen"
- "Merrow Down"
- "Mesopotamia"
- "Mine Sweepers"
- "The Miracles"
- "The Moon of Other Days"
- "The Moral"
- "Morning Song in the Jungle"
- "The Mother-Lodge"
- "Mother o' Mine"
- "The Mother's Son"
- "Mowgli's Song"
- "Mowgli's Song Against People"
- "Mulholland's Contract"
- "Municipal"
- "My Boy Jack"
- "My Father's Chair"
- "My Lady's Law"
- "My New-Cut Ashlar"
- "My Rival"
- "The Native Born"
- "A Nativity"
- "Natural Theology"
- "The Naulahka"
- "The Necessitarian"
- "Neighbours"
- "The New Nighthood"
- "Norman and Saxon"
- "The North Sea Patrol"
- "La Nuit Blanche"
- "The Nursing Sister"
- "The Old Issue"
- "Old Mother Laidinwool"
- "An Old Song"
- "The Oldest Song"
- "One Viceroy Resigns"
- "The Only Son"
- "Oonts"
- "Our Fathers Also"
- "Our Fathers of Old"
- "The Outlaws"
- "Outsong in the Jungle"
- "The Overland Mail"
- "A Pageant of Elizabeth"
- "Pagett, M.P."
- "The Palace"
- "Parade-Song of the Camp-Animals"
- "The Peace of Dives"
- "The Penalty"
- "Pharaoh and the Sergeant"
- "Philadelphia"
- "A Pict Song"
- "A Pilgrim's Way"
- "The Pink Dominoes"
- "The Pirates in England"
- "The Playmate"
- "The Plea of the Simla Dancers"
- "Poceidon's Law"
- "Poor Honest Men"
- "The Portant"
- "Possibilities"
- "The Post That Fitted"
- "The Power of the Dog"
- "The Prairie"
- "The Prayer"
- "The Prayer of Miriam Cohen"
- "Prelude"
- "A Preface"
- "The Press"
- "The Pro-Consuls"
- "The Prodigal Son"
- "The Progress of the Spark"
- "Prophets at Home"
- "Public Waste"
- "Puck's Song"
- "The Puzzler"
- "The Queen's Men"
- "The Question"
- "The Rabbi's Song"
- "Rebirth"
- "The Recall"
- "A Recantation"
- "Recessional"
- "Rector's Memory"
- "The Reeds of Runnymede"
- "The Reformers"
- "The Return"
- "The Return of the Children"
- "The Rhyme of the Three Captains"
- "The Rhyme of the Three Sealers"
- "Rimini"
- "Rimmon"
- "A Ripple Song"
- "The Ritual of the Calling of an Engineer"
- "The Rivers Tale"
- "Road-Song of the Bandar-Log"
- "The Roman Centurion's Song"
- "Romulus and Remus"
- "Route Marchin'"
- "The Rowers"
- "The Runes on the Weland's Sword"
- "The Run of Downs"
- "The Rupaiyat of Omar Kal'vin"
- "Russia to the Pacifists"
- "The Sacrifice of Er-Heb"
- "Sappers"
- "A School Song"
- "Screw-Guns"
- "The Sea And the Hills"
- "Seal Lullaby"
- "The Sea-Wife"
- "The Second Voyage"
- "The Secret of the Machines"
- "Sepulchral"
- "The Sergeant's Weddin'"
- "A Servant When He Reigneth"
- "Sestina of the Tramp-Royal"
- "Settler"
- "Seven Watchmen"
- "Shillin' a Day"
- "Sir Richard's Song"
- "A Smuggler's Song"
- "Snarleyow"
- "Soldier an' Sailor Too"
- "Soldier, Soldier"
- "The Song at Cock-Crow"
- "A Song in Storm"
- "The Song of the Banjo"
- "The Song of the Cities"
- "The Song of the Dead"
- "Song of Diego Valdez"
- "The Song of the English"
- "Song of the Fifth River"
- "Song of the Galley-Slaves"
- "A Song of Kabir"
- "The Song of the Little Hunter"
- "Song of the Men's Side"
- "The Song of the Old Guard"
- "Song of the Red War-Boat"
- "The Song of Seven Cities"
- "Song of Seventy Horses"
- "The Song of the Sons"
- "A Song of Travel"
- "A Song of the White Men"
- "Song of the Wise Children"
- "The Song of the Women"
- "The Songs of the Lathes"
- "The Sons of Martha"
- "South Africa"
- "The Spies' March"
- "A St. Helen Lullaby"
- "The Story of Ung"
- "The Story of Uriah"
- "The Stranger"
- "Study of Elevation, In Indian Ink"
- "The Survival"
- "Sussex"
- "A Tale of Two Cities"
- "Tarrant Moss"
- "Things and the Man"
- "Thorkild's Song"
- "The Thousandth Man"
- "A Three-Part Song"
- "The Threshold"
- "Tin Fish"
- "To the City of Bombay"
- "To the Companions"
- "Together"
- "To James Whitcomb Riley"
- "To a Lady, Persuading Her to a Car"
- "To Motorists"
- "To T. A."
- "The Totem"
- "To Thomas Atkins"
- "To the True Romance"
- "To the Unknown Goddess"
- "To Wolcott Balestier"
- "Tomlinson"
- "Tommy"
- "The Tour"
- "The Trade"
- "A Translation"
- "A Tree Song"
- "Troopin'"
- "The Truce of the Bear"
- "A Truthful Song"
- "Two Kopjes"
- "Two Months"
- "The Two-Sided Man"
- "Ulster"
- "The Undertaker's Horse"
- "Untimely"
- "The Vampire"
- "The Verdicts"
- "The Veterans"
- "The Vineyard"
- "The Virginity"
- "The Wage-Slaves"
- "The Way Through the Woods"
- "We and They"
- "The Wet Litany"
- "What Happened"
- "What the People Said"
- "When Earth's Last Picture Is Painted"
- "When the Great Ark"
- "When the Journey Was Intended To the City"
- "When 'Omer Smote..."
- "The Widower"
- "White Horses"
- "The White Man's Burden"
- "The Widow's Party"
- "The Widow at Windsor"
- "Wilful Missing"
- "The Winners"
- "The Wishing-Caps"
- "With Drake in the Tropics"
- "With Scindia to Delphi"
- "You Mustn't Swim..."
- "The Young British Soldier"
- "Zion"